# Lime (plaats)
 Lime is een plaats in de Deense regio Midden-Jutland, gemeente Syddjurs, en telt 378 inwoners (2007).